# Meridià 35 a l'oest
El meridià 35 a l'oest de Greenwich és una línia de longitud que s'estén des del pol Nord travessant l'oceà Àrtic, Groenlàndia, Amèrica del Sud, l'oceà Atlàntic, l'oceà Antàrtic, i l'Antàrtida fins al pol Sud.
El meridià 35 a l'oest forma un cercle màxim amb el meridià 145 a l'est. Com tots els altres meridians, la seva longitud correspon a una semicircumferència terrestre, uns 20.003,932 km. Al nivell de l'Equador, és a una distància del meridià de Greenwich de 3.896 km.

## De Pol a Pol
Començant en el pol Nord i dirigint-se cap al pol Sud, aquest meridià travessa:
| Coordenades                             | País, territori o mar | Notes |
| --------------------------------------- | --------------------- | --- |
| 90° 0′ N, 35° 0′ O / 90.000°N,35.000°O  | Oceà Àrtic            | |
| 83° 34′ N, 35° 0′ O / 83.567°N,35.000°O | Groenlàndia           | Terra de Peary |
| 67° 11′ N, 35° 0′ O / 67.183°N,35.000°O | Groenlàndia           | Serralada Kronprins Frederik |
| 66° 17′ N, 35° 0′ O / 66.283°N,35.000°O | Oceà Atlàntic         | |
| 6° 22′ S, 35° 0′ O / 6.367°S,35.000°O   | Brasil                | Rio Grande do Norte — per uns 16 km Paraíba — des de 6° 31′ S, 35° 0′ O / 6.517°S,35.000°O, la part més oriental de Sud-amèrica Pernambuco — des de 7° 28′ S, 35° 0′ O / 7.467°S,35.000°O, passa a l'oest de Recife a 8° 3′ S, 34° 54′ O / 8.050°S,34.900°O |
| 8° 31′ S, 35° 0′ O / 8.517°S,35.000°O   | Oceà Atlàntic         | passa a l'oest de Roques Clerke, Illes Geòrgia del Sud i Sandwich del Sud (a 55° 1′ S, 34° 43′ O / 55.017°S,34.717°O) |
| 60° 0′ S, 35° 0′ O / 60.000°S,35.000°O  | Oceà Antàrtic         | |
| 77° 34′ S, 35° 0′ O / 77.567°S,35.000°O | Antàrtida             | Antàrtida Argentina, reclamat per Argentina · Territori Antàrtic Britànic, reclamat per Regne Unit |